# Patricia de Nicolaï
 (juillet 2025).
Patricia de Nicolay, dite Patricia de Nicolaï est un parfumeur français. Membre du comité technique la SFP (Société Française des Parfumeurs) et présidente de l'Osmothèque, elle travaille à la tête de sa propre marque de parfum, Nicolaï.

## Biographie
Née à Paris le 5 décembre 1957 au sein de la famille Guerlain, elle est l'arrière-petite-fille de Pierre Guerlain et nièce de Jean-Paul Guerlain. Après avoir étudié la chimie à l'université, Patricia de Nicolaï intègre l'Institut  supérieur international du parfum, de la cosmétique et de l'aromatique alimentaire, école de parfumerie située à Versailles. Elle fait ses premiers pas de parfumeur au sein de deux sociétés de composition aux côtés d'équipes de parfumeurs talentueux tels que : Maurice Roucel, Jean-Claude Delville et Christian Bastard Lafitte.
De 1982 à 1984, Patricia de Nicolaï est parfumeur junior chez Florasynth et de 1984 à 1989, elle est parfumeur chez Quest International (aujourd'hui Givaudan). En 1988, elle reçoit le prix international du meilleur parfumeur-créateur.

### Nicolaï
En 1989, Patricia de Nicolaï et son mari Jean-Louis Michau lancent Nicolaï, créateur de parfums. Le concept de la maison est d'être un parfumeur libre de son style de création pour des parfums de très haute qualité, sans contrainte marketing. La parfumerie "de niche" n'était pas du tout aussi développée qu'aujourd'hui. Patricia de Nicolaï est chargée de la création olfactive, des achats des matières premières, de la fabrication des concentrés et de la communication. Jean-Louis Michau s'occupe quant à lui de la création des produits, de l'aménagement des magasins, de la production et de la gestion de l'entreprise.
Le laboratoire de création est situé au sein de la boutique Poincaré près du Trocadéro tandis que l'usine de fabrication est elle localisée à La Ferté-Saint-Aubin au sein de la Cosmetic Valley. Nicolaï dispose de sept boutiques à Paris, une à Londres et des centaines de points de vente à travers le monde par le biais de revendeurs et de boutiques de luxe spécialisées dans le parfum.  

### Présidente de l'Osmothèque
Depuis 2008, Patricia de Nicolaï est la présidente de l'Osmothèque. Elle est la seconde personne à présider ce musée et conservatoire des parfums après le départ de son président-fondateur, Jean Kerléo.

## Récompenses
- 1988 : Prix SFP International du jeune Parfumeur-Créateur pour son parfum Number One, un bouquet floral hommage à la tubéreuse des Indes composé de rose et de jasmin.
- 2008 : Chevalier de la Légion d'honneur.